# Камчадалы
Камчада́лы — этнографическая группа русских, старожильческое население современной территории Камчатского края, Магаданской области, Чукотки, образовавшееся вследствие этнических контактов немногочисленных русских переселенцев с представителями аборигенных северных этносов. В XVIII веке термином камчадалы обозначали ительменов.

## История и современность

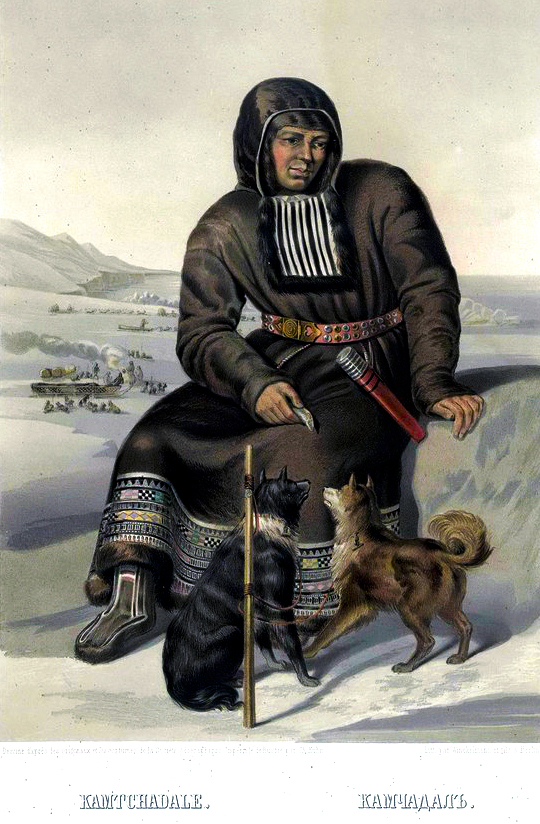

В наибольшей мере на происхождение и культуру русских камчадалов повлияли ительмены, в меньшей степени также коряки, чуванцы. Язык камчадалов — русский. В трудах путешественника С. П. Крашенинникова упоминаются названия локальных и диалектных групп: кшаагжи, кыхчерен, живших между реками Жупанова и Немтик; чупагжу или бурин — между Верхним Камчатским острогом (Верхнекамчатском) и рекой Жупанова; лингурин — между реками Немтик и Белоголовой и кулес — к северу от реки Белоголовой.
Постоянное русское население появилось к 1730 годам и, вследствие своей немногочисленности, в значительной степени смешалось с аборигенами края, а часть ительменов восприняла русский язык и культуру, войдя в состав камчадалов. К началу XX века на Камчатке насчитывалось около 3600 человек местного русско-ительменского населения, которое представляло одну этнографическую группу с общими чертами культуры и быта и русским языком общения.
Внесены в Перечень коренных малочисленных народов Севера, Сибири и Дальнего Востока Российской Федерации.

## Численность

Расселение камчадалов в ДФО по городским и сельским поселениям в %, перепись 2010 г.

### Доля камчадалов по районам и городам России
По результатам переписи 2002 года на территории России проживает 2293 камчадалов, выделенных в отдельную народность.
Численность камчадалов в населённых пунктах Камчатки (по переписи 2002 года)
(указаны муниципальные образования, где доля камчадалов в численности населения превышает 5 %):
Камчатский край:
- посёлок Ключи 472
- село Мильково 388
- посёлок Усть-Камчатск 182

Доля камчадалов по районам и городам России (по переписи 2010 года)
(указаны муниципальные образования, где доля камчадалов в численности населения превышает 5 %):
| муниципальный район, городской округ | Субъект РФ | % камчадалов |
| Мильковский район                    | Камчатский | 8,8          |

Камчадалами себя также называют старожилы побережья Охотского моря в Магаданской области, проживающие в посёлках Ола, Гижига, Ямск, Тауйск, Армань и др.